# エディト・フォーゲル
エディト・フォーゲル（Edith Vogel, 1912年4月5日 - 1992年6月12日）は、オーストリアのピアニスト。
オーストリア＝ハンガリー帝国（現ウクライナ）領チェルノヴィッツに生まれる。リヒャルト・ロベルト門下のヴァリー・レーウに師事する。10歳でウィーンでデビューを飾り、15歳の時からオーストリアの放送局で放送用の録音をこなしている。1938年にナチスによりオーストリアからイギリスへ亡命を余儀なくされた。イギリスでは短期間アルトゥル・シュナーベルの薫陶を受けたが、1939年にシュナーベルがアメリカに渡ったため、終戦までハウスキーパーや店員、保育者、ウィンドミル劇場の踊り子などをして糊口を凌ぎつつピアノの腕を磨き、雌伏の時を過ごした。1948年からピアニストとしての活動を再開し、イギリス各地でベートーヴェンやブラームスなどを演目の中心に立てて活躍した。プロムスにもたびたび参加し、ゴードン・ジェイコブのピアノ協奏曲第2番の初演のピアノ独奏を担当した。また、BBCのために多くの放送音源を収録した。
教育者としても、ダーティントン国際音楽学校やギルドホール音楽学校などで教鞭を執った。
ロンドンにて死去した。

## 註
1. ↑  Alfred Rosenzweig、Jeremy Barham(2007)Gustav Mahler: New Insights Into His Life, Times and Work,  Ashgate Pub. Co.,p.1.
2. ↑  http://www.bbc.co.uk/proms/archive/search/1950s/1957/august-09/6857